# Rio Bistrița (Olt)
O Rio Bistriţa é um rio da Romênia afluente do Rio Olt, localizado no distrito de Vâlcea.